# Минас (нефтяное месторождение)
Минас — нефтяное месторождение на территории Индонезии, расположено в центральной части острова Суматра в провинции Риау. Открыто в 1944 году. Начальные запасы 975 млн тонн. К промышленному освоению месторождения приступили накануне начала Второй мировой войны, однако боевые действия прервали работы, а скважины были замаскированы. Возобновление промышленного освоения относится к 1949 году, а уже в следующем году была получена первая промысловая нефть. К началу 1962 года на месторождении было введено в строй 150 нефтяных скважин.
Залежи на глубине 0,7-0,8 км. Плотность нефти 0,85 г/см³, содержание серы 0,10 %.
Оператором месторождения является индонезийская нефтяная компания ПТ Калтекс Пасифик Индонезия. Добыча нефти в Минасе составила в 2008 году 5 млн тонн.